# N'Zi-N'Ziblékro
N’Zi-N’Ziblékro est une localité du centre de la Côte d'Ivoire et appartenant au département de M'bahiakro, Région du N'zi-Comoé. La localité de N’Zi-N’Ziblékro est un chef-lieu de commune.